# Tonga Major League
De Tonga Major League is de hoogste voetbaldivisie van het eiland Tonga. Deze divisie werd in 1970 opgericht. De kampioen plaatst zich voor de OFC Champions League.

## Kampioenen
N.B. Jaren met * betrof een najaar-voorjaar competitie.